# Aleksandr Andrienko
Aleksandr Andrienko est un skieur alpin russe, né le 8 mai 1990.

## Biographie
Son activité de skieur de haut niveau commence en 2005.
S'il débute en Coupe du monde en octobre 2014, sa première compétition dans l'élite date d'un an plus tôt, les Championnats du monde de Schladming où il est 33e du slalom géant. Il marque ses premiers points en janvier 2017, en slalom géant, à Garmisch-Partenkirchen (16e).
Aux Championnats du monde 2017, il est notamment 29e du slalom. En décembre 2017, il est quinzième au slalom géant d'Alta Badia en Coupe du monde.

## Palmarès

### Championnats du monde
| Épreuve / Édition | Schladming 2013 | Vail - Beaver Creek 2015 | Saint-Moritz 2017 | Åre 2019 |
| Slalom            | Abandon         | Abandon                  | 29e               | Abandon  |
| Slalom géant      | 33e             | Abandon                  | Abandon           | Abandon  |

### Coupe du monde
- Meilleur classement général : 112e en 2018.
- Meilleur résultat : 15e.

#### Différents classements en Coupe du monde
| Année     | Classement général final | Classement en slalom géant | Classement en combiné |
| 2016-2017 | 124e                     | 45e                        | -                     |
| 2017-2018 | 112e                     | 39e                        | -                     |
| 2018-2019 | 157e                     | -                          | 45e                   |

### Championnats de Russie
- Champion du slalom géant en 2017.